# Metropolitan Borough of Islington

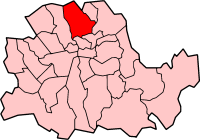
Lage von Islington im früheren County of London

Der Metropolitan Borough of Islington war ein Bezirk im Ballungsraum der britischen Hauptstadt London mit dem Status eines Metropolitan Borough. Er existierte von 1900 bis 1965 und lag im Norden der ehemaligen Grafschaft County of London.

## Geschichte
Islington war ursprünglich ein Civil Parish in der Grafschaft Middlesex. Ab 1855 gehörte die Gemeinde zum Einzugsgebiet des Zweckverbandes Metropolitan Board of Works. 1889 gelangte Islington zum County of London, elf Jahre später folgte die Umwandlung in ein Metropolitan Borough.
Bei der Gründung von Greater London im Jahr 1965 entstand aus der Fusion der Metropolitan Boroughs Islington und Finsbury der London Borough of Islington.

## Statistik
Die Fläche betrug 3092 Acres (12,51 km²). Die Volkszählungen ergaben folgende Einwohnerzahlen:
Civil parish:
| Jahr      | 1801   | 1811   | 1821   | 1831   | 1841   | 1851   | 1861    | 1871    | 1881    | 1891    |
| Einwohner | 10.212 | 15.065 | 22.417 | 37.316 | 55.690 | 95.329 | 155.341 | 213.778 | 282.865 | 319.143 |

Metropolitan Borough:
| Jahr      | 1901    | 1911    | 1921    | 1931    | 1951    | 1961    |
| Einwohner | 334.981 | 327.403 | 330.737 | 321.795 | 235.632 | 228.345 |